# Joan Thirsk
Joan Thirsk (née Irene Joan Watkins le 19 juin 1922 et morte le 3 octobre 2013) est une historienne économique et sociale britannique, spécialisée dans l'histoire de l'agriculture. Elle est connue pour ses recherches sur les modèles agraires britanniques de la période moderne et ses contributions à l'histoire sociale et économique de l'époque pré-industrielle. Son travail a mis en évidence les différences régionales de l'agriculture anglaise. Elle s'est également intéressée à l'histoire alimentaire et à l'histoire anglaise locale, en particulier de la ville d'Hadlow. 

## Biographie
Joan Watkins naît le 19 juin 1922 à Londres. Son père est steward dans un club à Londres et sa mère est couturière. Joan est scolarisée à Primrose Hill Primary, puis à Camden School for girls en 1933. Elle s'inscrit en 1941 à Westfield College et étudie le français et l'allemand. Elle participe à l'effort de guerre en s'engageant en 1942 dans l'Auxiliary Territorial Service, rattachée au Corps des renseignements britannique. 
Elle est envoyée à Bletchley Park tant qu'analyste pour les services de renseignement, où elle aide à décrypter des messages allemands, et qui permettent aux forces alliées de se faire une idée précise de l'emplacement et des unités de l'armée nazie dans toute l'Europe. Elle y fait la connaissance de son futur mari Jimmy, qui a travaillé avec elle au sein du groupe Sixta,. 
Elle se marie en septembre 1945 et le couple s'installe à Londres. Elle reprend ses études à Westfield College et obtient en 1947 un diplôme d'histoire. Elle soutient sa thèse d'histoire en 1950 à la London School of Economics, sous la direction de R. H. Tawney et devient assistante en sociologie à la LSE en 1950-1951. Elle est chercheuse à l'université de Leicester de 1951 à 1965, puis maître de conférences en histoire économique à l'université d'Oxford de 1965 à 1983.

## Activités éditoriales et institutionnelles
Joan Thirsk est élue membre du comité de direction de la Economic History Society en 1955. Elle est rédactrice en chef de des volumes 4 à 6 de The Agrarian History of England and Wales, publiés de 1964 à 1972. En 1974, elle est nommée directrice générale de la série.  membre du comité de rédaction de la revue historique Past & Present de 1956 à 1992, y étant la seule femme membre jusqu'à ce qu'Olwen Hufton et Judith Herrin se joignent à elle en 1978. Elle a été nommée Fellow of the British Academy (FBA) en 1974 et commandeur de l'ordre de l'Empire britannique (CBE) en 1993. En 2017, sa mémoire est honorée à la conférence London's Women Historians. 
Elle dénonce les inégalités auxquelles les historiennes sont confrontées dans un domaine dominé par les hommes. Elle notait que les historiennes sont souvent affectées à des tâches fastidieuses qui profitent à d'autres chercheurs, mais rarement à leur propre carrière. Elle notait aussi avec résignation que les historiennes qui ont joué un rôle de premier plan dans les nouvelles branches de recherche historique sont souvent mises au second plan, et que les hommes y prennent le pouvoir une fois ces domaines de recherche légitimés . Maxine Berg a remarqué cette même tendance dans la recherche en histoire économique.

## Activités de recherche
Ses premières recherches portent sur l'agriculture dans le Kesteven, une région du sud-ouest du Lincolnshire. Elle remarque que cette région a plusieurs dynamiques agricoles, selon la géologie du sol (argile, calcaire ou en bordure de marécage) et elle étudie l'histoire agricole à travers le prisme de la géographie, plutôt que celui des théories macroéconomiques. Cette approche était en vogue avec une vague d'études régionales dans le domaine de la recherche historique. 
Elle participe à la création de la British Agricultural History Society en 1952 et de sa revue, Agricultural History Review, l'année suivante, et elle est rédactrice en chef de la revue de 1964 à 1972. 
En tant qu'éditrice de The Agrarian History of England and Wales, elle met au point une méthodologie qui étudie sur le plan statistique des inventaires après décès pour cartographier l'économie agricole de chaque région de l'Angleterre. Pour cette tâche, elle a été assistée par deux chercheurs pendant deux ans (Alan Everitt et Margaret Midgley). C'est de cette manière qu'elle a remarqué un lien fort entre la proto-industrialisation du tissage et du tricot dans les régions anglaises où le pastoralisme jouait un rôle important (North Wiltshire, South Suffolk ou West Yorkshire). 
Elle est invitée à donner les conférences Ford en 1975, publiées en 1978, dans lesquelles elle se penche sur l'histoire d'objets ménagers, tels que l'amidon, les aiguilles, les épingles, les marmites, les bouilloires, les poêles à frire, la dentelle, le savon, le vinaigre ou les bas en laine. Pour chacun de ces objets, elle a cherché à comprendre comment ces produits étaient fabriqués et commercialisés avant la révolution industrielle, ce que cela montrait en termes d'innovation économique, et comment cela a affecté l'emploi, la productivité, ainsi que les revenus des familles et de l’État. En 1978, elle a donné une conférence à l'Université de Reading sur le rôle des chevaux dans la société anglaise préindustrielle, qui a été citée par Daniel Roche comme une source importante dans ses recherches sur le même sujet en France à l'époque moderne.

## Histoire de la nourriture
Joan Thirsk s'est également intéressée à l'histoire alimentaire En 1995, elle a présenté un article sur la conservation des aliments au symposium de Leeds sur l'histoire de la nourriture, qui a ensuite été publié. Elle été conseillère scientifique d'une exposition: Fooles and Fricasees: Food in Shakespeare's England à la Folger Shakespeare Library en 1999  contribuant un essai, Food in Shakespeare's England, au catalogue de l'exposition. 
Son ouvrage Alternative Agriculture s'attache à montrer comment des cultures négligées comme le lin, le chanvre, le colza et le pastel étaient cultivées au début de l'Angleterre moderne. Son dernier ouvrage majeur Food in Early Modern England Phases, Fads, Fashions 1500–1760 étudie de façon chronologique l'histoire de la cuisine anglaise, en s'attachant à étudier les habitudes des différentes classes sociales. L'auteur essaie de dissiper l'idée que la nourriture de cette époque était terne et monotone. Au contraire, il y avait un large éventail d'herbes, de plantes et d'animaux mangés qui ne sont plus consommés aujourd'hui. La nourriture était un sujet de discussion apprécié à tous les niveaux de la société.

## Publications
- Food in Early Modern England : Phases, Fads, Fashions, 1500-1760, Continuum, 2007, 440 p. (ISBN 978-1852855383)
- Hadlow : Life, Land and People in a Wealden Parish 1460–1600, Maidstone, Kent Archaeological Society, 2007, 210 p. (ISBN 978-0-906746-70-7)
- Alternative Agriculture: A History: From the Black Death to the Present Day , Oxford University Press, 1997  (ISBN 0198206623)
- The English Rural Landscape, Oxford, Oxford University Press, 2000, 368 p. (ISBN 978-0198662198)
- Agricultural Regions and Agrarian History in England, 1500-1750, Palgrave, 1987, 84 p. (ISBN 978-0333191583)
- Hadlow Castle : a Short History, Hadlow, Hadlow Historical Society, 1985, 24 p. (ISBN 0-9510425-0-5)
- (dir.) The Agrarian History of England and Wales, volume V: 1640–1750 (1985))
- Economic Policy and Projects : Development of a Consumer Society in Early Modern England, Oxford:The Clarendon Press, 1978
- Horses in Early Modern England. For Service, for Pleasure, for Power, Reading, University of Reading, 1972
- The Agrarian History of England and Wales, Volume IV: 1500–1640 (1967, en tant qu'éditeur)
- English Peasant Farming : The Agrarian history of Lincolnshire from Tudor to Recent Times, Routledge, 1957, 376 p. (ISBN 0415847397)